# Above and Beyond (película)
Above and Beyond (El gran secreto en España y El honor de su nombre en Hispanoamérica) es una película estadounidense de Melvin Frank y Norman Panama estrenada el 1952 y que pone en escena a Robert Taylor, Eleanor Parker y James Whitmore. 
Explica la historia (poco detallada) de la confección de la bomba atómica y de su lanzamiento sobre Hiroshima por el coronel Paul Tibbets, dentro de un ambiente de alto secreto que puso en peligro su vida familiar. En España se estrenó con el título de "El Gran Secreto", conociéndose también con el nombre de Ataque Secreto.

## Reparto
- Robert Taylor — Coronel Paul W. Tibbets, Oficial Comandante del 509th Composite Group y piloto del Enola Gay
- Eleanor Parker — Lucey Tibbets
- James Whitmore - comandante William Uanna (Oficial de Seguridad, de la Operación Silverplate)
- Larry Keating — Mayor General Vernon C. Brent
- Larry Gates — Capitán William Sterling Parsons
- Marilyn Erskine — Marge Bratton
- Stephen Dunne — Maj Harry Bratton, copiloto durante las pruebas del B-29
- Robert Burton — Brigadier General Samuel E. Roberts
- Hayden Rorke — Dr. Norman Foster Ramsey
- Lawrence Dobkin — Dr. Van Dyke (cómo Larry Dobkin)
- Jim Backus - Mayor Curtis E. LeMay
- Christopher Olsen (Christie Olsen) cómo Little Paul

## Producción

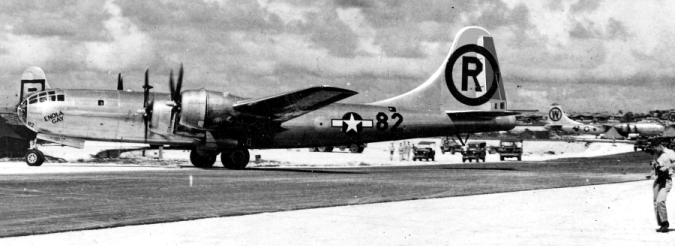
El Enola Gay, tras el bombardeo atómico de Hirosima y Nagasaki, en Tinián.

La película fue sugerida por el guionista Beirne Lay, Jr., un coronel en la Reserva de la Fuerza Aérea, al general Curtis LeMay, entonces comandante del Strategic Air Command (SACO), que había hablado con Lay sobre el alto índice de divorcios entre las tripulaciones de vuelo. Una película que describiera los problemas podría ayudar a subir la moral de los afectados.
Lay sugirió una película basada en las experiencias del coronel Paul Tibbets, comandnte del 509th Composite Group durante la Segunda Guerra Mundial. LeMay estaba de acuerdo, y después de escribir un esbozo, Lay pasó el trabajo de escribir el guion a Melvin Frank y a Norman Panama. Aunque Tibbets dio su plena aprobación y apoyo a la película, buscó como asesores técnicos a Charley Begg, comandando del escuadrón nuclear, y a Charles Sweeney, piloto de la misión de Nagasaki.
A efectos dramáticos de la trama, algunos incidentes se exageraron un poco, como la escena en la que la bomba de Hiroshima es armada en pleno vuelo. Los cineastas añadieron unas turbulencias para aumentar la tensión, aunque de hecho el vuelo fue totalmente tranquilo.

## Promoción
Robert Taylor y Paul Tibbets apareceron juntos en "Toast of the Town", el programa de Ed Sullivan para promover la película, un hecho inusual en la época, puesto que los estudios de Hollywood desaprobaban que sus estrellas aparecieran en la televisión, medio que veían como una amenaza.

## Recibimiento
La película recibió críticas generalmente favorables; aun así, al crítico Bosley Crowther le gustaba Taylor en las escenas militares, pero no en las del matrimonio porque opinaba que la interpretación Eleanor Parker era "completamente teatral."
Al contrario de la reacción de Crowther, el crítico Andrew Wickliffe de "Stop Button", escribía en el año 2006 que la película tenía una "moralidad compleja", y las escenas entre Parker y Taylor eran "perfectas."

## Premios y nominaciones

### Nominaciones
- 1954. Nominación al Oscar a la mejor banda sonora para Hugo Friedhofer
- 1954. Nominación al Oscar al mejor guion adaptado para Beirne Lay Jr.